# États-Unis-Union soviétique en athlétisme

Rencontre USA-URSS de 1975

Les matches entre les États-Unis et l’URSS en athlétisme débutent en juillet 1958 par une rencontre entre les deux nations à Moscou, restée célèbre pour des raisons politiques et sportives. En pleine Guerre froide, à la suite d'un accord d'échange dans différents domaines entre les deux États, signé le 27 janvier 1958, la compétition est décidée pour les 27 et 28 juillet suivants. L'année suivante, en 1959 le match se déroule à Philadelphie.
Au premier jour du premier match, devant plus de 80 000 spectateurs, les États-Unis devancent les Soviétiques, 83 points à 75 (classement combiné, masculin et féminin). Le lundi pluvieux qui suit, devant 30 000 spectateurs, l'URSS l'emporte de 2 points, 172 points à 170 (hommes 109 à 126 ; femmes 63 à 44). Mais le classement final est contesté (par Roberto L. Quercetani notamment) puisque l'équipe arrivée seconde au relais obtient 3 points au lieu des 2 traditionnels. Si cette règle avait été appliquée, les Américains auraient gagné le match.
Rafer Johnson y remporte le décathlon devant le Soviétique Vasily Kuznetsov avec un record considéré comme prodigieux de 8 302 points. La Pravda déclare que : « la splendide performance de Rafer Johnson ne pourra jamais être oubliée ». Il est porté en triomphe par les spectateurs moscovites du stade Lénine.